# پاولینگ (ویلیج)، نیویورک
پاولینگ (به انگلیسی: Pawling) یک روستا در ایالات متحده آمریکا است که در شهرستان داچس، نیویورک واقع شده‌است. پاولینگ ۵٫۲ کیلومتر مربع مساحت و ۲٬۳۴۷ نفر جمعیت دارد و ۱۴۱ متر بالاتر از سطح دریا واقع شده‌است.